# نشان استقلال (جمهوری آذربایجان)
نشان استقلال (ترکی آذربایجانی: Istiqlal ordeni) در کنار نشان حیدر علی‌اف، بلندترین نشان در جمهوری آذربایجان به‌شمار می‌رود، که از سوی رئیس‌جمهور این کشور اهدا می‌شود. استقلال به زبان ترکی آذربایجانی به حاکمیت ملی اطلاق می‌گردد.

## تاریخچه
ابوالفضل ایلچی‌بیگ، رئیس‌جمهور سوم آذربایجان، با امضاء فرمان شماره ۳۷۰ مورخ ۱۰ نوامبر سال ۱۹۹۲، قانون تأسیس چندین مدال و نشان در آذربایجان را به تأیید رساند. به موجب آن قانون، ۴ نشان و ۳ مدال ساخته شد. نشان استقلال نیز به عنوان بلندترین نشان این کشور شناخته شد. این نشان به فرمان شماره ۷۵۴ حیدر علی‌اف، رئیس‌جمهوری بعدی و رهبر ملی آذربایجان، ایجاد و همان دستور ۶ دسامبر سال ۱۹۹۳ از سوی مجلس ملی این کشور منعقد شد.
نشان استقلال به شهروندان جمهوری آذربایجان در پاس خدمات ذیل اعطاء می‌شود:
- به خاطر کمک‌ها و مشارکت‌های استثنایی به جنبش ملی استقلال آذربایجان
- بابت خدمات متمایز به میهن و مردم خود
- برای مشارکت‌های مخصوص به خود در ایجاد دولت‌داری در کشور

نشان در سمت چپ قفسه سینه با سنجاق بسته می‌شود. در صورتی که فرد دریافت کننده مدال یا نشان‌های دیگری را داشته باشد، باید آن‌ها را زیر استقلال سنجاق بزند.

## توصیف مشخصات نشان
نشان استقلال متشکل از دو لایه نقرهای از ستاره هشت ضلعی‌ای می‌باشد، که متناسب با محور تقارن روی یکدیگر قرار گرفته‌اند. قسمت بالا به رنگ آبی است و از تصویری شبیه بال‌های باز برخوردار است. در میان پرها یک ستاره هشت ضلعی قرار دارد و بر بالا آن کلمه استقلال به زبان ترکی آذربایجانی حک شده‌است. تصاویر پرنده، ستاره و نیز کلمه استقلال با استفاده ازطلای خالص تذهیب شده‌اند. در قسمت عقبش که جلا داده شده، شماره نشان نوشته شده‌است. نشان به وسیله نوار خدمت ابریشمی آبی‌رنگی با هشت کناره متصل شده‌است. نشان به بعد ۲۸ میلی‌متر در ۴۷٫۵ میلی‌متر و نوار خدمت ۲۸ میلی‌متر در ۹ میلی‌متر ساخته شده‌است.

## اخذ کنندگان
- خلف خلفوف
- هابیل علی‌اف
- خلیل‌رضا اولوتروک
- محمد ارس
- بختیار وهاب زاده
- مروارید دلبازی
- میکاییل عبدالله‌اوف
- آنار
- لطفیار ایمانوف
- جلال علی‌اف
- عارف ملکوف
- َمورتوض علسگرف
- َطاهر صلاحوف
- َضیاء بنیادف
- َلیلا بدیربیلی
- َسلیمان دمیرل
- َلئونید کوچما
- َالله شکور پاشازاده
- َامینه دلبازی
- َخوشبخت یوسف‌زاده
- َادوارد شواردنادزه
- «اهسان دوغراماجی»
- َتغرول نریمان‌بیگوف
- َمستیسلاف روستروپوویچ
- مسلم ماقمایف
- َالچین افندی‌اف
- َایون ایلیسکو
- َنبی خزری
- َفولاد بلبل‌اوغلو
- َآرتور راسی‌زاده
- َفهد بن عبدالعزیز آل سعود
- َمقصود ابراهیم‌بیگوف
- َواصف آدیگوزلف
- «نیکولای بایباکوف»
- «عباس عباسوف
- زینب خانلاروا
- عارف بابایف
- رامیز مهدی‌اف
- فیدان قاسموفا